# Grijze notenkraker
De grijze notenkraker of Amerikaanse notenkraker (Nucifraga columbiana) is een grote zangvogel uit de familie van de kraaien.

## Kenmerken

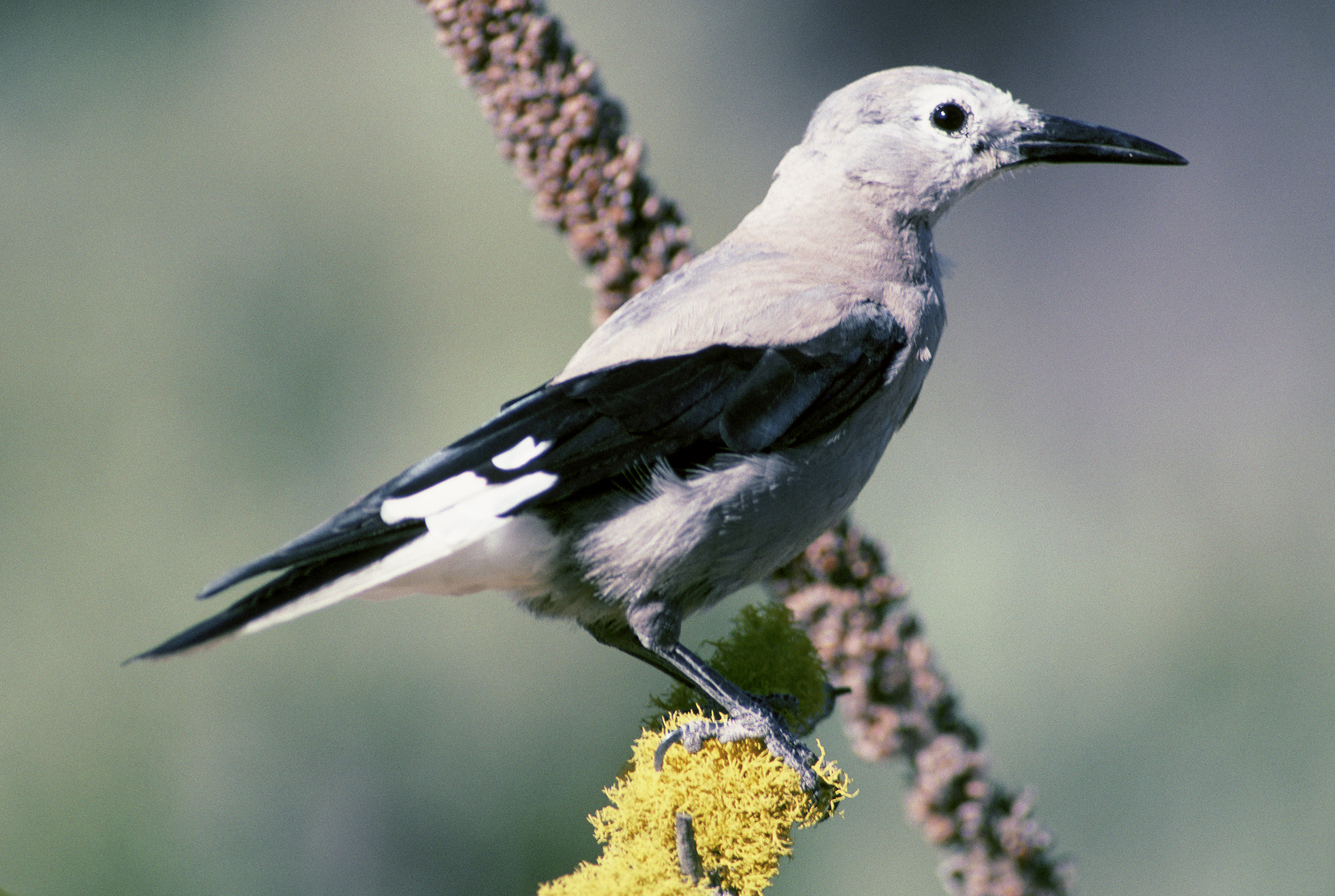

De grijze notenkraker is een beetje kleiner dan de in Europa voorkomende notenkraker (Nucifraga caryocatactes). De vogel is asgrijs met uitzondering van de zwart-witte vleugels en de centrale staartveren (de buitenste staartveren zijn wit). De snavel, poten en tenen zijn ook zwart. De stem is gevarieerd en vele geluiden kunnen worden gemaakt maar khraa-khraa-khraa meestal in drie kreten is het meest voorkomend.

## Leefwijze
Het belangrijkste voedsel zijn dennenzaden. Een voorraad van zaden wordt meestal in de aarde aangelegd met 5 tot 10 zaden en wordt verdeeld over een gebied van maximaal 16 × 16 kilometer. In de herfst kan deze vogel tot 30.000 pitten begraven over een oppervlakte van 250 km2. In de winter zal hij tot 70% van deze pitten terugvinden, zelfs onder een pak sneeuw. Uit de 30% vergeten zaadjes zullen de komende lente nieuwe asgrijze dennen groeien (Yellowstone). Ander voedsel zijn insecten, bessen, vruchten en kleine zoogdieren en soms vlees van karkassen. Eieren en pinda's zijn tevens favoriete snacks.

## Voortplanting
Er wordt in het algemeen in dennen nesten gebouwd en meestal in de schaduwkant. Het nest bestaat in het algemeen uit drie eieren met 16 tot 18 dagen incubatie en de vogels vliegen rond de 22e dag uit. De jongeren volgen de ouders voor enkele maanden na het uitvliegen om de complexe bewaartechnieken te leren.

## Verspreiding en leefgebied
De vogel komt in het westen van Noord-Amerika voor van Brits-Columbia en westelijk Alberta in het noorden tot Neder-Californië en het westen van New Mexico in het zuiden. De vogel wordt voornamelijk in bergachtige streken aangetroffen op hoogtes tussen de 900 en 3900 meter in dennenbossen. Buiten het broedseizoen kan de vogel ook op lagere hoogte worden aangetroffen en zelfs in streken als Illinois en soms Pennsylvania.

## Status
De grootte van de populatie is in 2016 geschat op 270.000 volwassen vogels. Op de Rode lijst van de IUCN heeft deze soort de status niet bedreigd.